# Région de bien-être de Päijät-Häme
La région de bien-être de Päijät-Häme (en finnois : Päijät-Hämeen hyvinvointialue) est un organisme public indépendant des municipalités et de l'État chargé des services sociaux, de santé et de secours en Päijät-Häme.
C'est l'une des 23 régions de bien-être de Finlande.

## Municipalités
La région compte 10 municipalités, dont 3 villes.
- Asikkala
- Hartola
- Heinola
- Hollola
- Iitti
- Kärkölä
- Lahti
- Orimattila
- Padasjoki
- Sysmä

## Services
La responsabilité légale de l'organisation des services sociaux et de santé et de secours passera des municipalités à la région de bien-être de Päijät-Häme à partir du 1er janvier 2023.

### Soins de santé
Les municipalités font partie du District hospitalier de Päijät-Häme.
La région est servie par l'hôpital central de Päijät-Häme.

### Opérations de secours
En termes d'opérations de secours d'urgence, les municipalités de la région de bien-être de Päijät-Häme dépendent du service de secours de Päijät-Häme.

## Politique et administration
Les élections régionales finlandaises de 2022 ont eu lieu le 23 janvier 2022 afin de désigner pour la première fois les 69 conseillers régionaux élus pour 3 ans pour administrer la région de services du bien-être de Päijät-Häme.
La répartition des voix et des sièges sont les suivantes :
| Parti    | Parti                           | Voix   | %    | Sièges |
| -------- | ------------------------------- | ------ | ---- | ------ |
|          | Parti social-démocrate          | 19 023 | 24,7 | 17     |
|          | Vrais Finlandais                | 10 669 | 13,9 | 10     |
|          | Parti de la coalition nationale | 18 842 | 24,5 | 18     |
|          | Parti du centre                 | 11 811 | 15,4 | 11     |
|          | Ligue verte                     | 3 637  | 4,7  | 3      |
|          | Alliance de gauche              | 3 662  | 4,8  | 3      |
|          | Chrétiens-démocrates            | 6 753  | 8,8  | 6      |
|          | Mouvement maintenant            | 1 138  | 1,5  | 1      |
|          | Le pouvoir appartient au peuple | 874    | 1,1  | 0      |
| Sources: |                                 |        |      |        |